# آیفونوگرافی

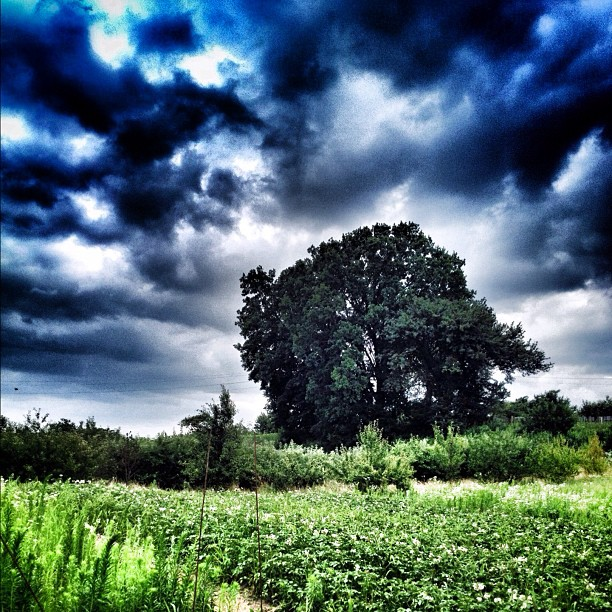
نمونه‌ای از آیفونوگرافی

آیفونوگرافی (به انگلیسی: iPhoneography) به هنر تولید عکس با استفاده از گوشی‌های آیفون شرکت اپل گفته می‌شود. این سبک عکاسی به نوعی بخشی از عکاسی دیجیتال است که بر اساس آن عکس‌ها توسط آیفون گرفته شده و توسط نرم‌افزارهای ویرایش عکس روی سیستم‌عامل آی او اس ویرایش می‌شوند.
آیفونوگرافی از سال ۲۰۰۷ مطرح شد. از زمانی که نسل نخست گوشی‌های آیفون با دوربین دومگاپیکسلی وارد بازار شد. به مرور با افزایش وضوح تصویر در دوربین‌های آیفون، عکاسان حرفه‌ای‌تر هم این گوشی را برای عکاسی جدی مناسب دیدند. شبکه‌های اجتماعی مبتنی بر عکس مانند اینستاگرام به توسعه آیفونوگرافی و دیگر مدل‌های عکاسی با موبایل بسیار کمک کردند. همچنین نوآوری‌های تولیدکنندگان اپلیکیشن‌های عکاسی مانند هیپستاماتیک نیز بر اشتیاق عکاسان برای استفاده از آیفون به عنوان دوربین عکاسی کوچک، سریع و با کیفیت افزود. این سبک عکاسی در طول دوران کوتاهی باعث پدیدآمدن عکاسان بسیار مشهوری مانند رابرت جان (به انگلیسی: Robert Jahns) شد.
جستارهای وابسته * تلفن هوشمند
- آیفون

""پانویس""